# Вишеньки (Гомельская область)
Вишеньки (бел. Вішанькі) — деревня в Ремезовском сельсовете Ельского района Гомельской области Белоруссии.

## География
В 9 км на юго-запад от районного центра и железнодорожной станции Ельск (на линии Калинковичи — Овруч).
Кругом лес.

## История
По письменным источникам известна с XVI века как селение в Минском воеводстве Великого княжества Литовского. Согласно метрике ВКЛ в 1568 году село, 8 служб, в Мозырской волости.
После 2-го раздела Речи Посполитой (1793 год) в составе Российской империи. В 1811 году частная собственность. В 1879 году упоминается как селение в Ельском церковном приходе. Согласно переписи 1897 года располагались: школа грамоты, хлебозапасный магазин, кирпичный завод, ветряная мельница, винная лавка. В 1908 году в Королинской волости Мозырского уезда.
В 1918 году в наёмном крестьянском доме открыта школа. В 1931 году создан колхоз «Советская Беларусь», работала кузница. Во время Великой Отечественной войны в декабре 1943 года оккупанты сожгли 136 дворов и убили 3 жителей. 50 жителей погибли на фронте. В 1959 году в составе совхоза «Ельский» (центр — город Ельск), клуб.
До 16 декабря 2009 года в составе Богутичского сельсовета.

## Население
- 1811 год — 24 двора.
- 1816 год — 85 жителей.
- 1897 год — 39 дворов, 235 жителей (согласно переписи).
- 1908 год — 53 двора, 341 житель.
- 1924 год — 65 дворов, 228 жителей.
- 1940 год — 140 дворов, 450 жителей.
- 1959 год — 324 жителя (согласно переписи).
- 2004 год — 49 хозяйств, 101 житель.

## Транспортная сеть
На автомобильной дороге Ельск — Старое Высокое. Планировка состоит из прямолинейной широтной улицы, которая в центре пересекается короткой улицей, которая проходит вдоль автодороги. На востоке обособленный участок застройки. Жилые дома деревянные, усадебного типа.